# Vicariato apostólico de San José en Mindoro
El vicariato apostólico de San José en Mindoro (en latín: Vicariatus Apostolicus Sancti Iosephi in Mindoro, en inglés: Apostolic Vicariate of San Jose in Mindoro y en tagalo: Apostoliko Bikaryato ng San Jose sa Mindoro) es una circunscripción eclesiástica de la Iglesia católica en Filipinas. Se trata de un vicariato apostólico latino, inmediatamente sujeto a la Santa Sede. Desde el 17 de diciembre de 2022 su vicario apostólico electo es Pablito Martinez Tagura, de los Misioneros del Verbo Divino.

## Territorio y organización

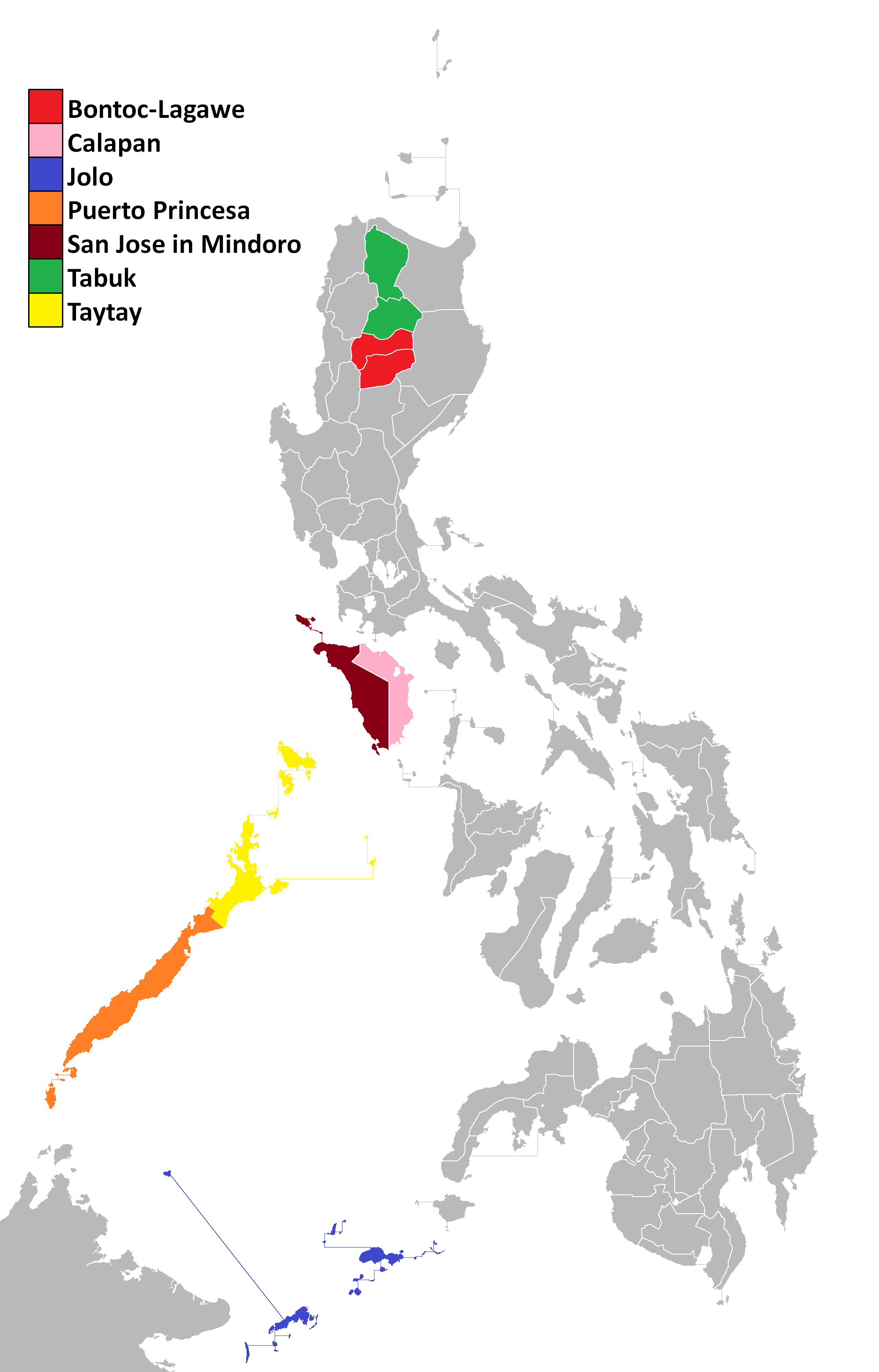
Vicariatos apostólicos de Filipinas, en color grana San José en Mindoro

El vicariato apostólico tiene 5866 km² y extiende su jurisdicción sobre los fieles católicos de rito latino residentes en la provincia de Mindoro Occidental en la región Tagala Sudoccidental. 
La sede del vicariato apostólico se encuentra en la ciudad de San José, en donde se halla la Catedral de San José.
En 2020 en el vicariato apostólico existían 20 parroquias agrupadas en cuatro vicariatos:

### Vicariato foráneo de San José Obrero
- Parroquia de Santa Teresa De Ávila, barrio de Santa Teresa, Magsaysay.
- Parroquia de El Buen Pastor (Parokya Ng Mabuting Pastol), Población, Magsaysay.
- Catedral de San José Obrero, San José.
- Parroquia de San Joseph La Esposa, Centro, San José.
- Parroquia de San Pedro, San Pedro, Rizal.

### Vicariato de San Sebastián
- Parroquia de San Miguel, Calintaán.
- Parroquia de San Lorenzo Ruiz, barrio de Ligaya en Sablayán.
- Parroquia de San Sebastián, barrio de Buenavista en Sablayán.
- Parroquia de San José Obrero, barrio de Pag-asa en Sablayán.

### Vicariato foráneo de Nuestra Señora del Pilar
- Parroquia de la Santa Cruz (Holy Cross), Población de Santa Cruz.
- Parroquia de Nuestra Señora del Pilar, Mamburao.
- Parroquia de San José, Paluán.
- Parroquia de San Rafael, Abra de Ilog.

### Vicariato foráneo de Nuestra Señora de la Asunción
- Parroquia de San Rafael, Looc.
- Parroquia de San Nicolás de Tolentino, barrio de Tilik en Lubang.
- Parroquia de Nuestra Señora de la Asunción, Lubang.
- Parroquia de San Isidro Labrador, barrio de Tagbac en Lubang.

## Historia
El vicariato apostólico fue erigido el 27 de enero de 1983 con la bula Qui Dei volente del papa Juan Pablo II, separando territorio del vicariato apostólico de Calapán.

## Estadísticas
De acuerdo al Anuario Pontificio 2021 el vicariato apostólico tenía a fines de 2020 un total de 392 101 fieles bautizados.
| Año                                                                             | Población            | Población | Población      | Sacerdotes | Sacerdotes    | Sacerdotes    | Bautizados por sacerdote | Diáconos permanentes | Religiosos | Religiosos | Parroquias |
| Año                                                                             | Bautizados católicos | Total     | % de católicos | Total      | Clero secular | Clero regular | Bautizados por sacerdote | Diáconos permanentes | Varones    | Mujeres    | Parroquias |
| ------------------------------------------------------------------------------- | -------------------- | --------- | -------------- | ---------- | ------------- | ------------- | ------------------------ | -------------------- | ---------- | ---------- | ---------- |
| 1990                                                                            | 253 169              | 318 899   | 79.4           | 22         | 5             | 17            | 11 507                   |                      | 19         | 21         | 16         |
| 1999                                                                            | 314 886              | 384 008   | 82.0           | 29         | 14            | 15            | 10 858                   |                      | 16         | 33         | 13         |
| 2000                                                                            | 312 158              | 380 087   | 82.1           | 27         | 13            | 14            | 11 561                   |                      | 14         | 35         | 13         |
| 2001                                                                            | 314 886              | 384 886   | 81.8           | 29         | 12            | 17            | 10 858                   |                      | 17         | 26         | 13         |
| 2002                                                                            | 314 866              | 384 008   | 82.0           | 28         | 13            | 15            | 11 245                   |                      | 15         | 29         | 13         |
| 2003                                                                            | 321 163              | 390 285   | 82.3           | 28         | 13            | 15            | 11 470                   |                      | 17         | 26         | 13         |
| 2004                                                                            | 327 949              | 397 071   | 82.6           | 26         | 14            | 12            | 12 613                   |                      | 14         | 34         | 15         |
| 2010                                                                            | 388 000              | 481 000   | 80.7           | 37         | 20            | 17            | 10 486                   |                      | 18         | 18         | 17         |
| 2014                                                                            | 434 000              | 519 000   | 83.6           | 31         | 12            | 19            | 14 000                   |                      | 20         | 18         | 19         |
| 2017                                                                            | 455 280              | 545 730   | 83.4           | 29         | 12            | 17            | 15 699                   |                      | 18         | 13         | 19         |
| 2020                                                                            | 392 101              | 518 636   | 75.6           | 26         | 11            | 15            | 15 080                   |                      | 16         | 13         | 20         |
| Fuente: Catholic-Hierarchy, que a su vez toma los datos del Anuario Pontificio. |                      |           |                |            |               |               |                          |                      |            |            |            |

La etnia indígena mayoritaria en el vicariato apostólico es la de los mangyans (manguianes en español, mañguianes en tagalo antiguo), repartidos en siete tribus distintas. Ocupan las tierras altas en el interior de la isla. Procedentes de Indonesia se cree que han habitado la isla desde la prehistoria.

## Episcopologio
- Vicente Credo Manuel, S.V.D. † (17 de marzo de 1983-14 de octubre de 2000 renunció)
- Antonio Pepito Palang, S.V.D. † (25 de marzo de 2002-17 de marzo de 2018 renunció)
  - Sede vacante (desde 2018)
  - David William Valencia Antonio,[nota 2] desde el 21 de noviembre de 2015 (administrador apostólico[4])
- Pablito Martinez Tagura, S.V.D., desde el 17 de diciembre de 2022